# Quadriburgium
Das Kastell Qualburg (lateinisch möglicherweise Quadriburgium) war im 1. bis 5. Jahrhundert eine römische Befestigungsanlage am Niedergermanischen Limes. Der Ort lag auf einer 17 Meter hohen, alluvialen Düne an einem heute verlandeten Altarm des Rheins. Die Düne ist heute mit dem Ort Qualburg bei Bedburg-Hau am Niederrhein überbaut. Der bei dem römischen Historiker Ammianus Marcellinus in dessen Werk Res gestae überlieferte Ortsname Quadriburgium wird in der Forschung häufig mit diesem Fundplatz gleichgesetzt, auch wenn es dafür keine sicheren Beweise gibt.

## Lage

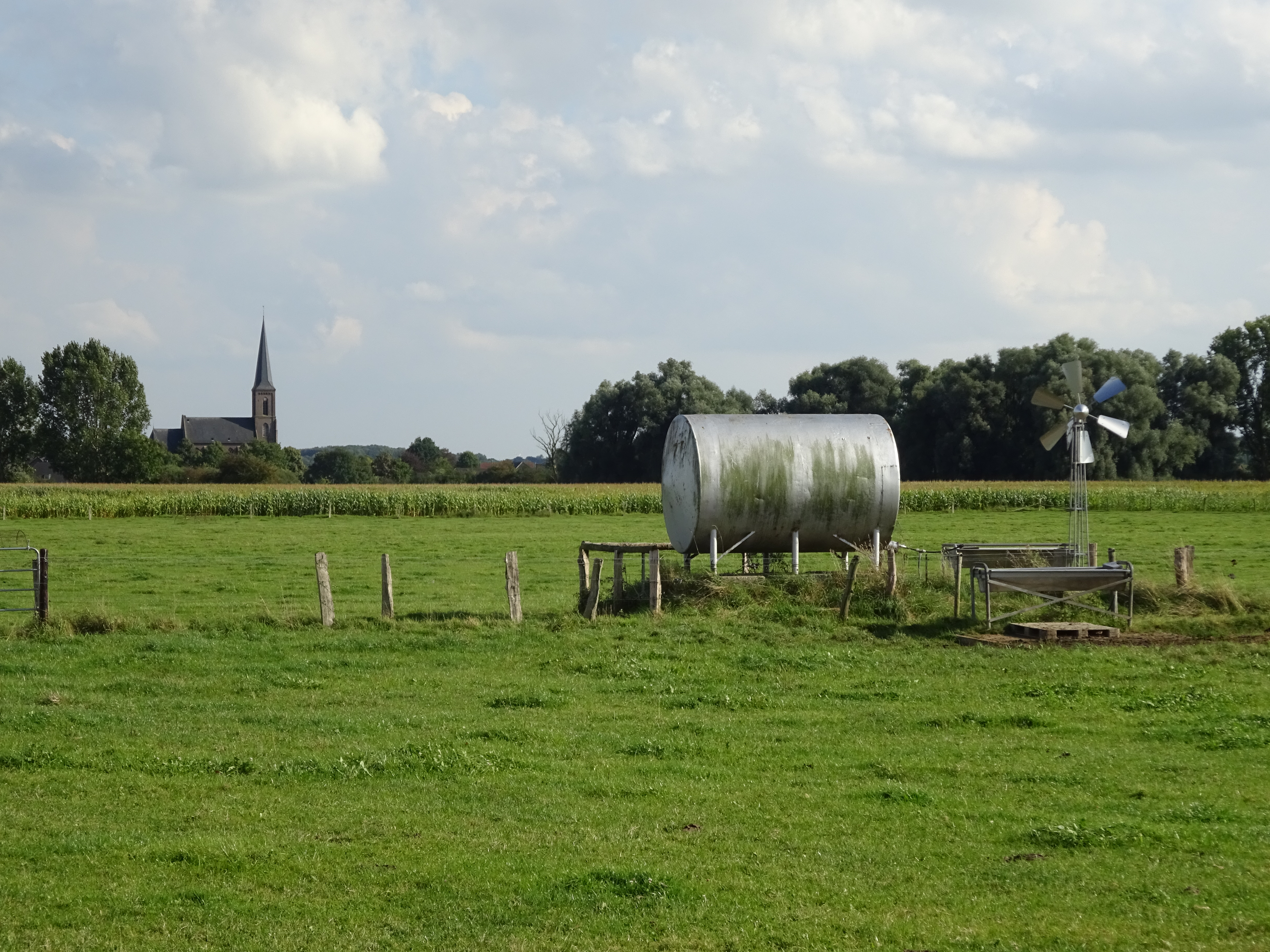
Kirche St. Martinus

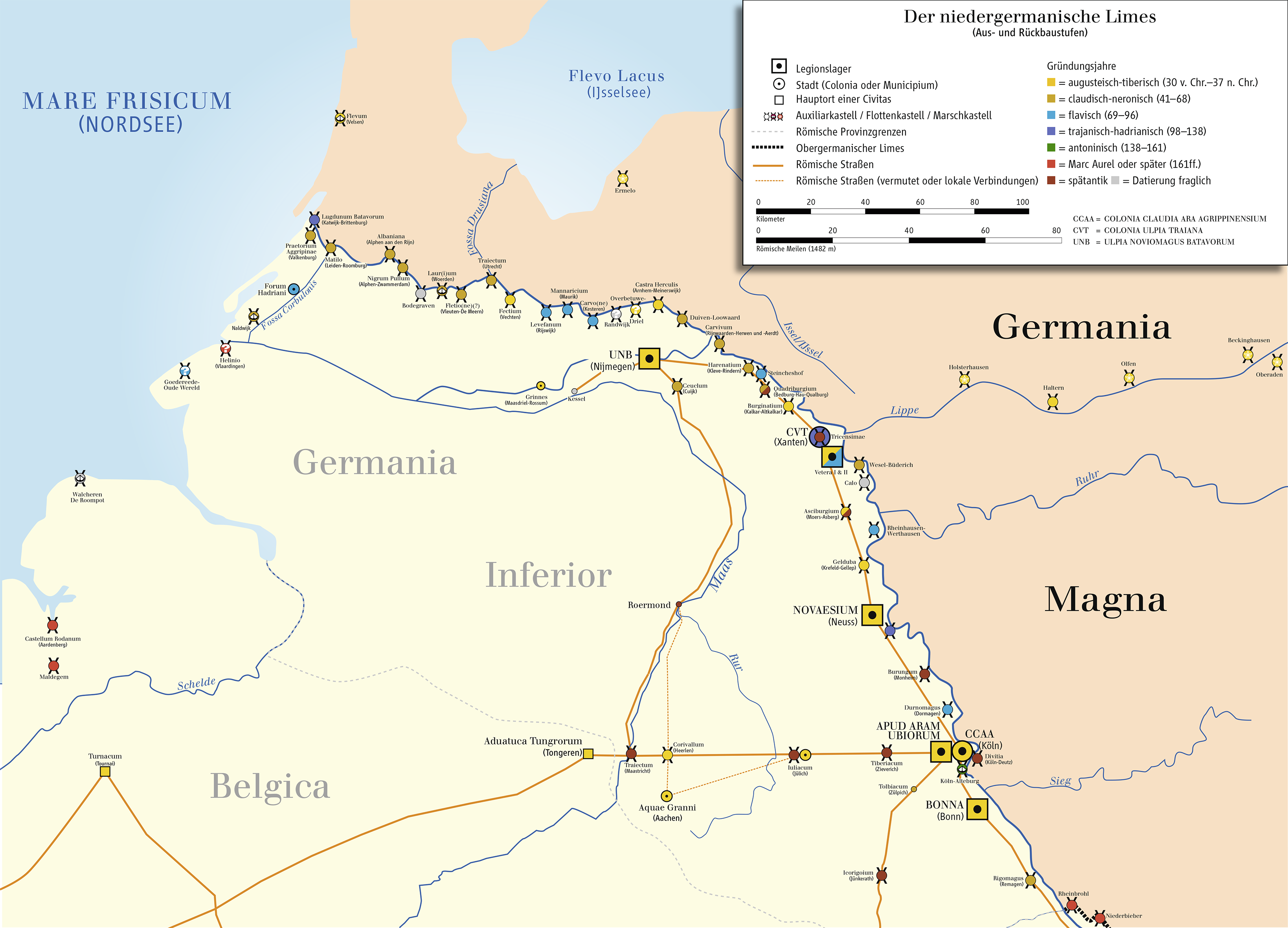
Lage des Kastells Qualburg im Verlauf des Niedergermanischen Limes.

Das heutige Bodendenkmal befindet sich in Ortslage in der Gemeinde Qualburg. Die Kirche St. Martinus erhebt sich heute über dem mutmaßlichen Zentrum des römisch-fränkischen Siedlungsplatzes.

## Geschichte
Infolge des Bataveraufstandes wurde auf der Düne eine erste, vermutlich bereits militärische Anlage errichtet. Anfang des 2. Jahrhunderts ist der militärische Charakter greifbarer. Zu dieser Zeit wurde die Anlage durch einen Doppelgraben gesichert. Zu der Befundlage innerhalb dieser Umwehrung gibt es bislang keine Erkenntnisse. Möglicherweise befand sich hier ein Kleinkastell oder eine Benefiziarierstation. Um die Mitte des 3. Jahrhunderts wurde die Befestigung Quadriburgiums von dem Numerus Ursariensium erneuert und mit zwei 16 Meter breiten Gräben umgeben. Es wird angenommen, dass der numerus, der über einen gestempelten Ziegel belegt ist, hier stationiert war, weshalb die Anlage als Numeruskastell angesprochen wird. In der Literatur des späteren 20. Jahrhunderts wird von einer Zerstörung der Anlage im Zuge germanischer Angriffe um 275/276 ausgegangen, die sich durch den archäologischen Befund aber nicht nachweisen lässt. Die weitere Geschichte der Anlage hängt davon ab, ob man eine Gleichsetzung des Kastells in Qualburg mit dem Ort Quadriburgium annimmt, von dem der antike Schriftsteller Ammianus Marcellinus berichtet. Ihm zufolge habe der spätere Kaiser Julian den Ort, der bis dahin eine Zivilsiedlung war, Mitte des 4. Jahrhunderts in ein Kastell umgewandelt. Da für Qualburg für das 3. Jahrhundert noch eine militärische Besatzung nachgewiesen ist, bedeutet eine Gleichsetzung mit dem bei Ammianus erwähnten Quadriburgium, dass das Militärlager um 300 aufgegeben worden und in eine Zivilsiedlung umgewandelt, nach etwa einem halben Jahrhundert aber wieder zu einem Militärstützpunkt gemacht worden wäre. Gegen diese Rekonstruktion – und damit auch gegen eine Gleichsetzung von Qualburg und Quadriburgium – könnte der Fund einer Zwiebelknopffibel sprechen, der für die Anwesenheit eines hohen Offiziers am Ort im frühen 4. Jahrhundert sprechen könnte. Endgültig aufgegeben wurde das Kastell in Qualburg erst zu Beginn des 5. Jahrhunderts.

## Vicus und Gräber
Das Lagerdorf (Vicus) ist bislang nicht ergraben. Dennoch kann angenommen werden, dass es ohne Unterbrechung von der zweiten Hälfte des 1. bis zu Beginn des 5. Jahrhunderts bestand. Funde aus der Martinuskirche, die sich heute im Zentrum des antiken Siedlungsbereichs befindet, weisen auf eine Siedlungskontinuität auch in fränkischer Zeit hin. Darunter sind eine durchbrochene Greifenschnalle des 7. Jahrhunderts und vier vermutlich frühere Grabplatten, auf denen die germanischen Namen „Alfruc“ und „Gerhard“ überliefert sind. Die Bestattung an der Martinuskirche weist auf eine erhaltenen gebliebene, romanische Tradition hin.

## Denkmalschutz
Das Kastell und der Bereich des Lagervicus sind Bodendenkmale nach dem Gesetz zum Schutz und zur Pflege der Denkmäler im Lande Nordrhein-Westfalen (Denkmalschutzgesetz – DSchG). Nachforschungen und gezieltes Sammeln von Funden sind genehmigungspflichtig. Zufallsfunde sind an die Denkmalbehörden zu melden.